# Fawkner Park
Fawkner Park är en park i Australien. Den ligger i Melbourne i delstaten Victoria.
Fawkner Park grundades 1862 och uppkallades efter John Pascoe Fawkner, en av Melbournes grundare.